# تیتانیک اسید
اسید تیتانیک (به انگلیسی: Titanic acid) با فرمول شیمیایی TiH
۴O

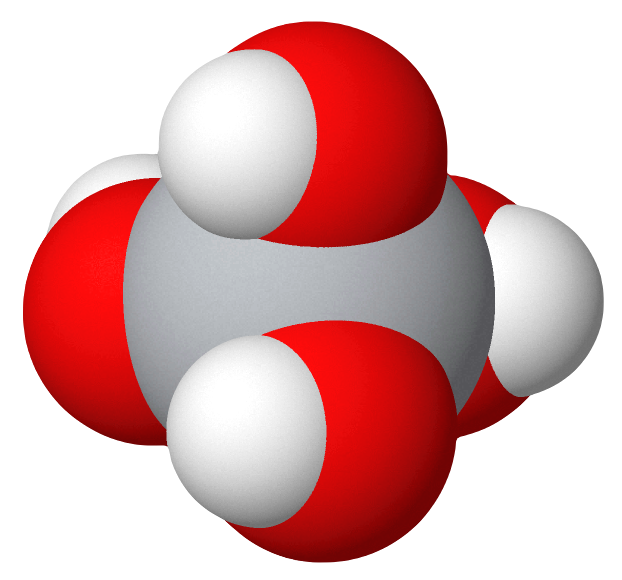
مدل فضا پرکن تیتانیک اسید

۴ یک ترکیب شیمیایی با شناسه پاب‌کم ۸۸۴۹۴ است. که جرم مولی آن ۱۱۵٫۸۹۶ g/mol می‌باشد. 